# Mohammed Indimi
Mohammed Indimi (Maiduguri, 12 augustus 1947) is een Nigeriaanse miljardair, zakenman en filantroop. Hij is de oprichter en voorzitter van Oriental Energy Resources (OER), een Nigeriaans olie-exploratie- en productiebedrijf. Het vermogen van Indimi werd in 2015 geschat op $500 miljoen, waarmee hij de 39ste positie van Afrika's miljonairs en miljardairs inneemt. In juni 2021 werd zijn vermogen geschat op $1.5 miljard.

## Levensloop

### Biografie
Indimi werd op 12 augustus 1947 geboren in de stad Maiduguri, de hoofdstad van de staat Borno, in het noordoosten van Nigeria. Zijn vader, Alhaji Mamman Kurundu, was ook een zakenman die handelde in dierenhuiden en vellen. Indimi ging naar de traditionele koranschool, een praktijk dat veel voorkomt onder de moslimgemeenschappen in Noord-Nigeria. Daar leerde hij lezen, schrijven en verschillende talen spreken.

### Carrieere
Op 10-jarige leeftijd ging Indimi met zijn vader mee naar lokale markten in de staat Borno om dierenhuiden te verhandelen. In 1963 richtte hij zijn eigen bedrijf nadat hij een lening van 100 pond had verzameld van zijn vriend Alhaji Umar Tela. Uiteindelijk besloot hij uit te breiden met de verkoop van kleding die hij uit Tsjaad en Kameroen importeerde.
In 1990 kreeg Indimi een vergunning voor het exploiteren van olie, verleend door het regime van Ibrahim Badamasi Babangida. Hij richtte een olie- en gasbedrijf op onder de naam Oriental Energy Resources (OER). Indimi was bovendien voorzitter en bestuurslid van verschillende bedrijven, waaronder Jaiz Bank.

### Filantropie
Indimi heeft de Muhammad Indimi Foundation (MIF) opgericht, die zich bezig houdt met kwetsbare gezinnen door middel van armoedebestrijding, de strijd tegen honger en analfabetisme. Veel van deze kwetsbare gezinnen bestaan uit mensen die getroffen zijn door het conflict van de Boko Haram in het noordoosten van het land. Hij bouwde woonwijken, klinieken en scholen, maar voorzag ook in de voedsel- en kledingbehoefte van de ontheemden.

### Privéleven
Indimi is gehuwd met Fatima Mustapha Haruna. Hij heeft 20 kinderen.